# Boulanger (Koch)
Ein Boulanger ist ein wichtiger Begriff in der klassischen Küchenbrigade und bezieht sich auf eine spezifische Position in der Gastronomie. Die Rolle des Boulangers ist eng mit der Herstellung von Brot, Gebäck und anderen Backwaren verbunden. In der traditionellen französischen Küchenhierarchie spielt der Boulanger eine entscheidende Rolle, um sicherzustellen, dass frische und qualitativ hochwertige Backwaren das kulinarische Angebot des Betriebes bereichern.

## Begriff
Der Begriff „Boulanger“ ist französisch und bedeutet „Bäcker“. In einer klassischen Küchenbrigade, wie sie von Auguste Escoffier definiert wurde, ist der Boulanger einer der Spezialisten, die sich auf die Zubereitung von Backwaren konzentrieren. In modernen Küchen kann der Begriff jedoch unterschiedlich interpretiert werden, je nach Art des gastronomischen Betriebs und den spezifischen kulinarischen Anforderungen.

## Gängige Interpretationen
- Spezialisierter Bäcker: In der traditionellen Interpretation ist der Boulanger ein hochspezialisierter Bäcker, der für die Herstellung von Brot, Brötchen, Baguettes, Croissants und anderen Backwaren verantwortlich ist. Der Boulanger kennt verschiedene Backtechniken, verwendet hochwertige Zutaten und achtet auf die richtige Gärung und den Backprozess, um qualitativ hochwertige und schmackhafte Backwaren zu produzieren.
- Erweiterter Aufgabenbereich: In einigen modernen Küchen und Betrieben kann die Rolle des Boulangers über die klassische Brot- und Gebäckherstellung hinausgehen. Der Boulanger kann auch für die Zubereitung von Teigen für Pizzen, Fladenbrote oder andere spezielle Backwaren verantwortlich sein.

## Aufgabengebiete
Die Aufgaben des Boulangers können je nach Betrieb variieren, aber hier sind einige gängige Aufgabengebiete:
- Brot- und Gebäckherstellung: Die Hauptaufgabe des Boulangers besteht darin, Brot, Brötchen, Baguettes, Croissants und andere Backwaren herzustellen. Der Boulanger wählt sorgfältig hochwertige Zutaten aus, mischt die Teige, lässt sie gären und backt sie dann zu perfekten Backwaren.
- Rezeptentwicklung: Der Boulanger kann auch für die Entwicklung neuer Backrezepte oder die Anpassung bestehender Rezepte verantwortlich sein, um den sich ändernden Geschmack der Gäste oder spezielle Anforderungen zu erfüllen.
- Qualitätskontrolle: Der Boulanger überwacht den Backprozess und sorgt dafür, dass die Backwaren stets die höchsten Qualitätsstandards erfüllen. Er ist dafür verantwortlich, dass die Backwaren frisch und ansprechend sind, um den Gästen ein herausragendes kulinarisches Erlebnis zu bieten.
- Zusammenarbeit mit anderen Abteilungen: Der Boulanger arbeitet eng mit anderen Mitgliedern der Küchenbrigade zusammen, um sicherzustellen, dass die Backwaren gut in das gesamte kulinarische Angebot integriert sind. Er koordiniert die Backprozesse mit anderen Spezialisten, wie dem Saucier oder dem Pâtissier, um eine harmonische und ausgewogene Menükreation zu gewährleisten.

Die Rolle des Boulangers in einer Küchenbrigade ist von großer Bedeutung, da die Qualität von Brot und Backwaren einen wesentlichen Einfluss auf die Gesamtwahrnehmung des kulinarischen Angebots eines Betriebs hat. Ein erfahrener und kreativer Boulanger bereichert das gastronomische Erlebnis der Gäste durch köstliche und frische Backwaren, die sowohl das Auge als auch den Gaumen erfreuen.